# Unterpräfektur Santana
Die Unterpräfektur Santana, heute auch Santana Tucuruvi, amtlich portugiesisch Subprefeitura Santana Tucuruvi, ist eine von 32 Unterpräfekturen („Subprefeituras“) der brasilianischen Stadt São Paulo. Sie liegt in der Verwaltungsregion Zona Nordeste und besteht aus drei Stadtteilen (distritos): Santana, Tucuruvi und Mandaqui. Die Unterpräfektur bedeckt eine Fläche von 34,7 km² und hatte 2010 eine Einwohnerzahl von 324.815 Bewohnern.
Der Sitz der Unterpräfektur befindet sich in der Avenida Tucuruvi im gleichnamigen Stadtteil Santana. Zum Unterpräfekten wurde (Stand 2020) Pedro Nepomuceno de Sousa Filho ernannt.
Im Norden von Mandaqui erstreckt sich Santana auch auf Teile der Serra da Cantareira und des Horto Florestal.
Ursprünglich war die Jesuiten-Station Fazendo de Santana Siedlungskern, aus dem sich der Bairro de Santana, einer der ältesten Orte im Norden São Paulos, entwickelte.

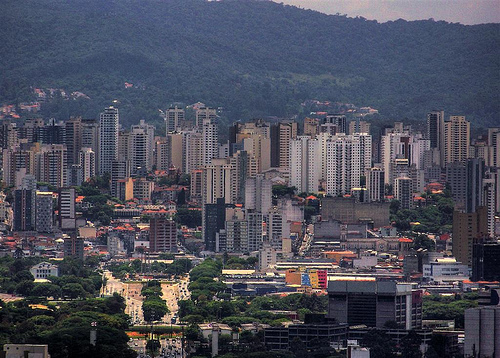
Blick vom Zentrum São Paulos auf Santana und die dahinter liegende Serra da Cantareira.